# Hopliocnema
Hopliocnema är ett släkte av fjärilar. Hopliocnema ingår i familjen svärmare.
Kladogram enligt Catalogue of Life:
| Hopliocnema | \| \| Hopliocnema brachycera \| \| \| \| \| \| Hopliocnema melanoleuca \| \| \| \| |
|             | \| \| Hopliocnema brachycera \| \| \| \| \| \| Hopliocnema melanoleuca \| \| \| \| |
|             | Hopliocnema brachycera                                                             |
|             |                                                                                    |
|             | Hopliocnema melanoleuca                                                            |
|             |                                                                                    |